# Zbyněk Krompolc
Zbyněk Krompolc (né le 29 mai 1978 à Čeladná) est un ancien sauteur à ski tchèque.

## Palmarès

### Jeux Olympiques
| Épreuve / Édition | Lillehammer 1994 |
| Petit Tremplin    | 36e              |
| Grand Tremplin    | 39e              |
| Par Equipes       | 7e               |

### Championnats du monde
| Épreuve / Édition | Thunder Bay 1995 |
| Petit Tremplin    | 55e              |

### Championnats du monde junior
| Épreuve / Édition | Breitenwang 1994 |
| Individuel        | Bronze           |
| Par Equipes       | Argent           |

### Coupe du monde
- Meilleur classement final: 20e en 1994.
- Meilleur résultat: 4e.